# やきとり娘〜スゴ腕繁盛記〜
『やきとり娘 〜スゴ腕繁盛記〜』（やきとりむすめ スゴうではんじょうき）は、2002年5月9日にメディアエンターテイメントよりプレイステーション用ソフトとして発売されたグルメアクションゲーム。
2004年にはジー・モードより携帯アプリ版が配信されているほか、ハムスターより2010年1月27日からゲームアーカイブス（PSP・PS3）で配信されている。（但し、2012年8月22日より2014年10月22日の間、配信が一時停止されていた。）

## 概要
グルメシリーズ第3弾は「焼き鳥」。今回も「牛角」でおなじみの株式会社レインズインターナショナルの「とりでん」が協賛。ストーリーに沿ってゲームを進行させる“繁盛記モード”では、プレイヤーはやきとり屋の店長となって客と「やきとり勝負」をしながら店を切り盛りする。キャラクター達にそれぞれドラマがあり、人情にあふれたストーリーになっている。やきとり辞典やお店の模様替え機能などもある。登場人物はフルボイスで、オリジナル主題歌も用意されている。対戦モードあり。

## 登場人物
ささみ
声 - 石橋優子
18歳。本作の主人公。父親の酉助が亡くなったことから店を継ぎ、1人で切り盛りを始める。
酉助（とりすけ）
声 - 龍田直樹
ささみの父親。働きすぎて死んだが、ニワトリとして生まれ変わり、ささみを見守る。
伍次郎（ごじろう）
声 - 今村直樹
42歳。酉助の昔からの親友。
貴子（たかこ）
声 - 井上富美子
20歳。総理の一人娘のお嬢様。
譲二（じょうじ）
声 - 稲田徹
25歳。貴子と幼なじみの下っぱのヤクザ者。
麻衣（まい）
声 - 塩山由佳
28歳。男運のないホステス。
正春（まさはる）
声 - 野島健児
16歳。いつもオドオドしている高校生。つくねが好き。
みゆき
声 - 小松里賀
10歳。いじめられっ子の近所の小学生。
小畑総理（おばたそうり）
声 - 麻生智久
56歳。総理大臣で貴子の父親。

## テーマソング
「予感のパラダイム」
作詞・作曲 - 小川史生 / 編曲 - 益子重徳 / 歌 - 石橋優子